# Spettro di un anello
In algebra astratta e geometria algebrica, lo spettro di un anello commutativo unitario {\displaystyle A}, indicato con {\displaystyle \mathrm {Spec} (A)}, è l'insieme di tutti gli ideali primi di {\displaystyle A}. Viene comunemente dotato della topologia di Zariski e di una struttura di fascio, che lo rende uno spazio localmente anellato.

## Struttura d'ordine
Lo spettro di un anello {\displaystyle A} è dotato della struttura di ordine parziale indotta dal contenimento tra gli ideali primi. Sotto questo ordine, {\displaystyle \mathrm {Spec} (A)} ha sempre elementi massimali (gli ideali massimali, la cui esistenza è garantita, assumendo l'assioma della scelta, dal lemma di Krull) e minimali; inoltre, ogni elemento di {\displaystyle \mathrm {Spec} (A)} è minore di un elemento massimale e maggiore di un elemento minimale. Un'altra proprietà di quest'ordine è che, se {\displaystyle P\subsetneq Q}, allora esistono sempre due elementi {\displaystyle P_{1}} e {\displaystyle Q_{1}} tali che {\displaystyle P\subseteq P_{1}\subsetneq Q_{1}\subseteq Q} e non esistono primi contenuti tra {\displaystyle P_{1}} e {\displaystyle Q_{1}}.
Kaplansky congetturò che qualsiasi insieme parzialmente ordinato che soddisfacesse queste due proprietà fosse isomorfo allo spettro di qualche anello; tale ipotesi venne in seguito confutata. È possibile tuttavia trovare anelli il cui spettro è isomorfo ad un qualunque insieme ordinato finito, così come anelli il cui spettro è isomorfo ad un albero che possiede le due proprietà precedenti.
Ulteriori proprietà discendono dalle proprietà algebriche dell'anello: ad esempio, se {\displaystyle A} è un dominio d'integrità allora {\displaystyle \mathrm {Spec} (A)} ha un solo elemento minimale, mentre se {\displaystyle A} è un dominio di Prüfer allora {\displaystyle \mathrm {Spec} (A)} è un albero. Se {\displaystyle A} è noetheriano, allora {\displaystyle \mathrm {Spec} (A)} soddisfa diverse altre proprietà: ad esempio, il numero di elementi minimali è finito, e se {\displaystyle P\subseteq Q} l'insieme dei primi contenuti propriamente tra {\displaystyle P} e {\displaystyle Q} è vuoto oppure infinito (come conseguenza del teorema dell'ideale principale).

## Struttura topologica
Lo spettro di un anello {\displaystyle A} viene generalmente dotato di una struttura di spazio topologico, detta topologia di Zariski, in cui i chiusi sono tutti e soli gli insiemi nella forma {\displaystyle V(I):=\{P\in \mathrm {Spec} (A):I\subseteq P\}}, dove {\displaystyle I} varia tra gli ideali di {\displaystyle A}; l'aperto {\displaystyle \mathrm {Spec} (A)\setminus V(I)} è generalmente indicato con {\displaystyle D(I)}. Una base di questa topologia è costituita dagli insiemi {\displaystyle D(a)}, con {\displaystyle a} che varia tra gli elementi di {\displaystyle A}.
Il passaggio dagli ideali ai chiusi rovescia le inclusioni, nel senso che se {\displaystyle I\subseteq J}, allora {\displaystyle V(J)\subseteq V(I)}, in quanto ogni ideale primo che contiene {\displaystyle J} contiene anche {\displaystyle I}. I chiusi della topologia di Zariski soddisfano inoltre alcune proprietà in rapporto alle operazioni insiemistiche tra ideali: se {\displaystyle I}, {\displaystyle J}, {\displaystyle \{I_{\beta }:\beta \in B\}} sono ideali di {\displaystyle A}, allora
{\displaystyle V(I\cap J)=V(IJ)=V(I)\cup V(J)} e
{\displaystyle V\left(\sum _{\beta \in B}I_{\beta }\right)=\bigcap _{\beta \in B}V(I_{\beta })}.
Inoltre, {\displaystyle V(I)=V(J)} se e solo se {\displaystyle I} e {\displaystyle J} hanno lo stesso radicale.

### Proprietà
{\displaystyle \mathrm {Spec} (A)} è sempre uno spazio compatto e di Kolmogorov ({\displaystyle T_{0}}), ma in generale non è {\displaystyle T_{1}}: infatti, un punto {\displaystyle P} dello spettro è chiuso se e solo se {\displaystyle P} è un ideale massimale, e quindi {\displaystyle \mathrm {Spec} (A)} è {\displaystyle T_{1}} se e solo se la dimensione di Krull di {\displaystyle A} è 0. Quando questo avviene, {\displaystyle \mathrm {Spec} (A)} è anche uno spazio di Hausdorff.
Lo spettro di {\displaystyle A} è sconnesso se e solo se {\displaystyle A} è isomorfo al prodotto diretto di due anelli non nulli. Più interessante è la scomposizione in componenti irriducibili: un chiuso di {\displaystyle \mathrm {Spec} (A)} è irriducibile se e solo se è nella forma {\displaystyle V(P)}, dove {\displaystyle P} è un ideale primo, e quindi le componenti irriducibili di {\displaystyle \mathrm {Spec} (A)} sono i chiusi corrispondenti ai primi minimali di {\displaystyle A}. In particolare, {\displaystyle \mathrm {Spec} (A)} è irriducibile se e solo se {\displaystyle A} ha un solo primo minimale, cioè se e solo se {\displaystyle A/\mathrm {rad} (A)} è un dominio d'integrità.
Se {\displaystyle A} è un anello noetheriano, allora {\displaystyle \mathrm {Spec} (A)} è uno spazio topologico noetheriano; in particolare, {\displaystyle \mathrm {Spec} (A)} ha un numero finito di componenti irriducibili e quindi un numero finito di primi minimali. In generale, {\displaystyle \mathrm {Spec} (A)} può essere uno spazio noetheriano anche se {\displaystyle A} non è noetheriano: questo avviene, ad esempio, se  {\displaystyle \mathrm {Spec} (A)} è finito, come nel caso di un dominio d'integrità locale di dimensione 1.

### Applicazioni
Dato un omomorfismo di anelli {\displaystyle \phi :A\longrightarrow B}, ogni ideale primo {\displaystyle P} di {\displaystyle B} è tale che {\displaystyle \phi ^{-1}(P)} è primo. Di conseguenza, {\displaystyle \phi } induce una mappa {\displaystyle \phi ^{\star }:\mathrm {Spec} (B)\longrightarrow \mathrm {Spec} (A)}, che risulta essere continua nella topologia di Zariski. Tale passaggio è compatible con la composizione, nel senso che se {\displaystyle \psi :B\longrightarrow C} è un altro omomorfismo, allora {\displaystyle (\psi \circ \phi )^{\star }=\phi ^{\star }\circ \psi ^{\star }}. Nel linguaggio della teoria delle categorie, questo vuol dire che {\displaystyle \mathrm {Spec} } è un funtore controvariante dalla categoria degli anelli commutativi unitari a quella degli spazi topologici.
Le proprietà topologiche della mappa {\displaystyle \phi ^{\star }} sono legate alle proprietà algebriche di {\displaystyle \phi }: ad esempio, se {\displaystyle \phi ^{\star }} è aperta allora {\displaystyle \phi } verifica la proprietà del going-down, mentre se {\displaystyle \phi ^{\star }} è chiusa allora {\displaystyle \phi } verifica la proprietà del going-up.

### Spazi spettrali
Uno spazio topologico {\displaystyle X} che è omeomorfo allo spettro di un anello commutativo (con la topologia di Zariski) è detto spazio spettrale. Uno spazio {\displaystyle X} è spettrale se e solo se verifica tutte le seguenti condizioni:
- {\displaystyle X} è compatto e {\displaystyle T_{0}};
- ogni chiuso irriducibile ha un punto generico (ovvero è la chiusura di un unico punto);
- esiste un base di aperti compatti che è chiusa per intersezioni finite.

Nel caso di {\displaystyle \mathrm {Spec} (A)}, una base adatta è quella data dall'insieme {\displaystyle D(a)}, per {\displaystyle a} che varia tra gli elementi di {\displaystyle A}: infatti, {\displaystyle D(a)\cap D(b)=D(ab)}, e {\displaystyle D(a)} è omeomorfo allo spettro della localizzazione {\displaystyle A_{a}} (e quindi è compatto).

## Struttura di fascio
La topologia di Zariski permette di definire su {\displaystyle X=\mathrm {Spec} (A)} una struttura di fascio di anelli. Il fascio strutturale è definito inizialmente per gli aperti {\displaystyle D(f)}, a cui è associato l'anello {\displaystyle \Gamma (D(f)):=A_{f}}, la localizzazione di {\displaystyle A} rispetto alla parte moltiplicativa {\displaystyle \{1,f,\ldots ,f^{n},\ldots \}}; in particolare, se {\displaystyle f=1}, allora {\displaystyle D(f)=X} e {\displaystyle \Gamma (X)=A}. La mappa di restrizione da {\displaystyle \Gamma (X)=A} a {\displaystyle \Gamma (D(f))} è la mappa di localizzazione.
Poiché i {\displaystyle D(f)} formano una base, si può poi definire, per ogni aperto {\displaystyle D(I)} di {\displaystyle X}, {\displaystyle \Gamma (D(I))} come il limite diretto degli {\displaystyle A_{f}}, con {\displaystyle f\in I} (ovvero {\displaystyle D(f)\subseteq D(I)}).
La spiga di {\displaystyle X} nel primo {\displaystyle P} risulta essere l'anello locale {\displaystyle A_{P}}; di conseguenza, {\displaystyle A} è uno spazio localmente anellato.

## Legame con la geometria algebrica
Se {\displaystyle K} è un campo algebricamente chiuso, il teorema degli zeri di Hilbert afferma che l'insieme degli ideali massimali dell'anello dei polinomi {\displaystyle K[X_{1},\ldots ,X_{n}]} è in corrispondenza biunivoca con i punti dello spazio affine {\displaystyle \mathbb {A} _{K}^{n}} di dimensione {\displaystyle n} su {\displaystyle K}, mentre ogni altro chiuso della topologia di Zariski corrisponde ad una sottovarietà algebrica di {\displaystyle \mathbb {A} _{K}^{n}}; in particolare la varietà è irriducibile se e solo se è indotta da un chiuso irriducibile. Questa corrispondenza si estende poi ad ogni altra varietà affine su {\displaystyle K}, sostituendo all'anello dei polinomi l'anello delle funzioni regolari sulla varietà, il cui spettro può essere quindi visto come un "arricchimento" della varietà.
Il linguaggio degli schemi abbraccia questo punto di vista: uno schema affine è infatti definito come uno spazio localmente anellato isomorfo a {\displaystyle \mathrm {Spec} (A)} per qualche anello {\displaystyle A}, dotato del fascio strutturale sopra definito, e {\displaystyle \mathrm {Spec} } stabilisce un'equivalenza controvariante tra la categoria degli anelli commutativi unitari e quella degli schemi affini. Uno schema è poi definito come uno spazio localmente anellato che può essere ricoperto da una famiglia di aperti, ognuno dei quali è uno schema affine. Questo permette di generalizzare i metodi della geometria algebrica fino a comprendere campi non algebricamente chiusi e anche oggetti che non sono definiti su alcun campo (come {\displaystyle \mathrm {Spec} (\mathbb {Z} )}).